# Marc Camoletti
Marc Camoletti (Ginebra, 16 de novembre de 1923 - Deauville, 18 de juliol de 2003) va ser un director de teatre i dramaturg francès, conegut per les seves comèdies de to vodevilista. La seva obra Boeing Boeing va aconseguir aguantar molts anys en cartell al teatre Comédie Caumartin de París i representada a tot el món infinitat de vegades. Se'n va fer una pel·lícula protagonitzada per Tony Curtis i Jerry Lewis.

## Obra dramàtica
- 1958. La Bonne Anna. Estrenada al Théâtre des Capucines de París. El 1960 passa a la Comédie Wagram.
- 1960, 12 desembre. Boeing-boeing. Estrenada al teatre Comédie Caumartin de París.
- 1960. Heureux mortels. Estrenada al Théâtre Fontaine de París.
- 1963. Sémiramis. Estrenada al Théâtre Édouard VII de París.
- 1965. Secretissimo. Estrenada al Théâtre des Ambassadeurs de París.
- 1966. La Bonne Adresse. Estrenada al Théâtre des Nouveautés de París.
- 1969. L'amour propre. Estrenada al Théâtre Édouard VII de París.
- 1972. Duos sur canapé. Estrenada al Théâtre Michel de París.
- 1976. Happy Birthday. Estrenada al Théâtre Michel de París.
- 1980. On dinera au lit. Estrenada al Théâtre Michel de París.
- 1985, 7 desembre. Pyjama pour six. Estrenada al Théâtre Michel de París.
- 1987. La Chambre d'ami. Estrenada al Théâtre Michel de París
- 1988. Le Bluffeur.
- 1991. Darling chérie. Estrenada al Théâtre Michel de París.
- 1993, 9 febrer. Sexe & jalousie. Estrenada al Théâtre Michel de París.
- 1997. Voyage de noces. Estrenada al Théâtre Michel de París.

## Estrenes en català
- 1990, abril. Boeing boeing. Representada al Teatre Goya (Barcelona).
- 1993. No et vesteixis per sopar. Representada al Teatre Condal de Barcelona.
- 2010. Sexe i gelosia. Al Guasch Teatre de Barcelona.